# بخش انیبیر
بخش انیبیر (به لاتین: Anibare District) یک بخش در نائورو است. بخش انیبیر ۳٫۱ کیلومتر مربع مساحت و ۲۲۶ نفر جمعیت دارد و ۳۰ متر بالاتر از سطح دریا واقع شده‌است.